# Obuwie ochronne
Obuwie ochronne – obuwie klasyfikowane jako Środek Ochrony Indywidualnej (ŚOI) pracowników zgodnie z Rozporządzeniem Parlamentu Europejskiego i Rady (UE) 2016/425 z dnia 9 marca 2016 i spełniające wymogi normy PN-EN ISO 20346. Obuwie posiada właściwości ochronne palców u stóp do 100 J. Obuwie ochronne używane jest do prac ogólnych i posiada oznaczenie P – „protective”
- PB – podstawowe właściwości czyli
  - Podnosek 100 J
  - Odporność na oleje, benzynę i inne rozpuszczalniki organiczne

- P1 : kategoria ta cechuje się podstawowymi właściwościami, a dodatkowo posiada
  - zabudowaną piętę,
  - właściwości antyelektrostatyczne
  - cechuje się absorpcją energii w części piętowej.

- P2 : jak P1 wzbogacona o taką cechę, jak
  - nieprzepuszczalność wody

- P3 : jak P2 poszerzona o
  - odporność podeszwy na przebicie
  - urzeźbienie podeszwy.

Rodzaje obuwia definiowane w zakresie normy PN-EN ISO 20345 to, która jest częściej stosowana niż norma PN-EN ISO 20346
- SB – podstawowe własności, podnosek wytrzymały na uderzenia z energią 200J oraz zgniecenia do 15 kN

- S1 – jak SB, a dodatkowo: zabudowana pięta, właściwości antyelektrostatyczne, absorpcja energii w części piętowej,
- S1P – jak S1 oraz odporność podeszwy na przebicie z silą 1100N,
- S2 – jak S1 oraz dodatkowo nieprzepuszczalność wody,
- S3 – jak S2, a dodatkowo odporność podeszwy na przebicie z silą 1100N oraz urzeźbienie podeszwy,
- S4 – podstawowe właściwości, a także właściwości antyelektrostatyczne podeszwy oraz absorpcja energii w części piętowej,
- S5 – wszystkie własności S4, a także odporność podeszwy na przebicie oraz urzeźbienie podeszwy.

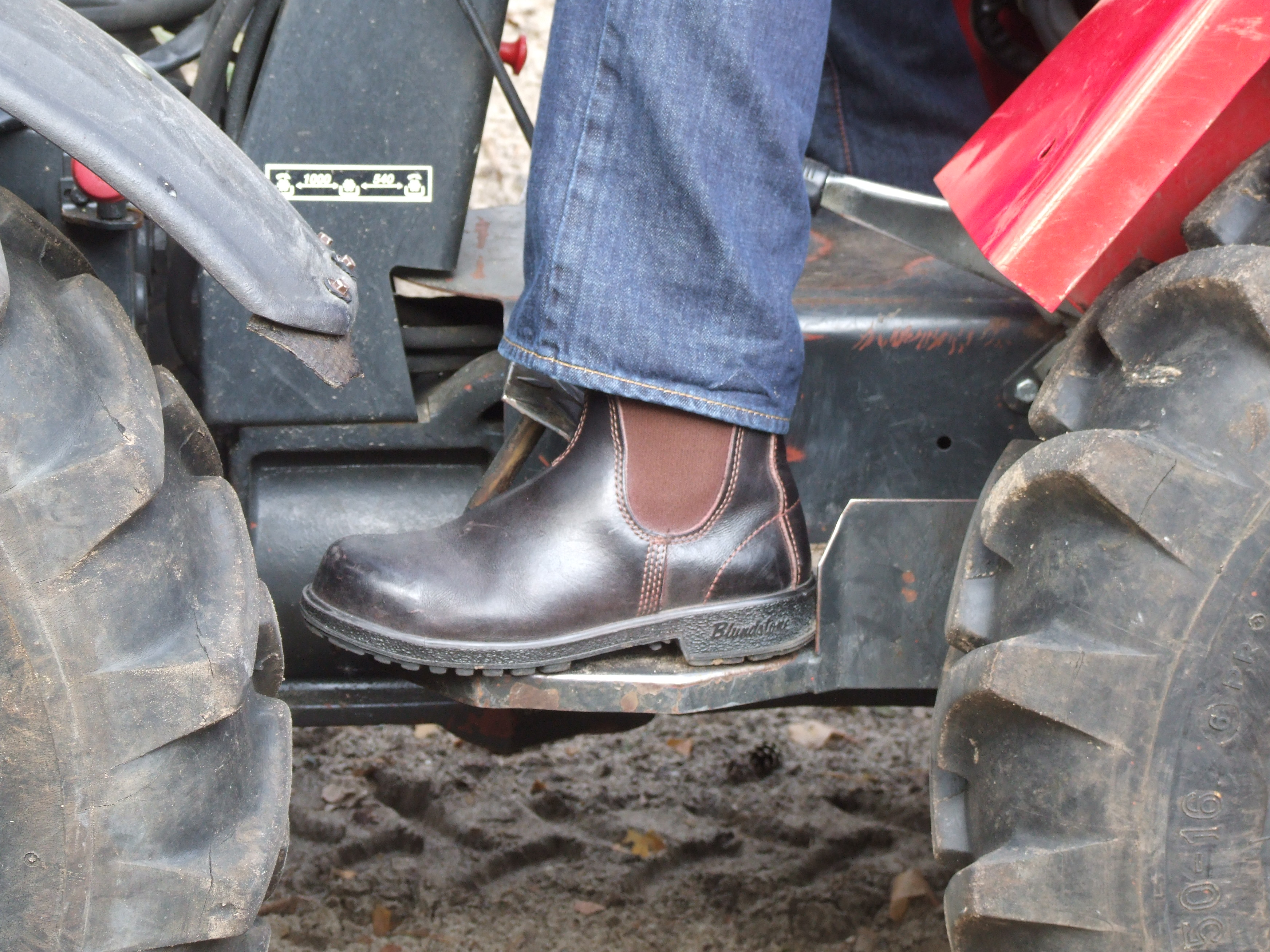
Obuwie ochronne Blundstone

## Objaśnienia kodów dodatkowych oznaczających stopień ochrony
- HRO – odporność na kontakt z gorącym podłożem do 300 °C
- P   – odporność na przebicie z siłą 1100 N
- A   – obuwie antyelektrostatyczne
- C   – obuwie prądoprzewodzące
- CI  – izolacja podeszwy od zimna do -20 °C
- HI  – izolacja podeszwy od ciepła od 150 °C do 250 °C
- E   – absorpcja energii w części piętowej
- WRU – wierzch obuwia nieprzepuszczający wody